# Michel Sabbah

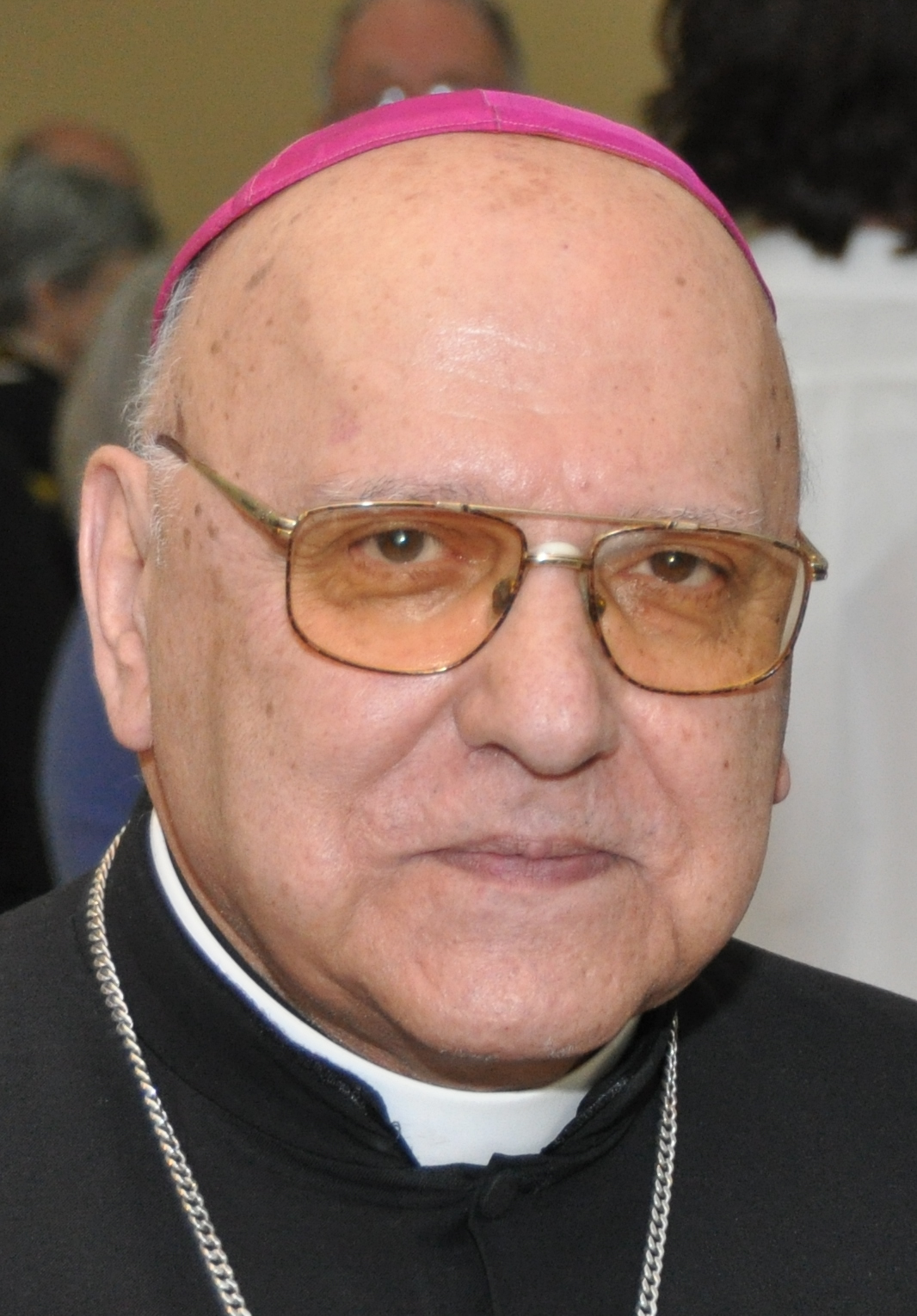
Michel Sabbah i Betlehem, Palestina.

Michel Sabbah (arabiska: ميشيل صباح), född 19 mars 1933 i Nasaret, dåvarande Brittiska Palestinamandatet, är en palestinsk katolsk präst. Han var ärkebiskop av Latinska patriarkatet av Jerusalem 1987-2008. Som sådan var han den första icke-italienska innehavaren av positionen sedan drygt 500 år.

## Biografi
Michel Sabbah studerade arabiska och arabisk litteratur vid Université Saint-Joseph i Beirut, Libanon, samt arabisk filologi vid Paris universitet. Han utnämndes även till president vid Betlehems universitet i Betlehem, Palestina.